# Пов'язинь (Молодечненський район)
Пов'язинь (біл. вёска Повязынь) — село в складі Молодечненського району Мінської області, Білорусь. Село підпорядковане Радошковицькій сільській раді, розташоване в центральній частині області.